# Societas Herpetologica Italica
La Societas Herpetologica Italica (SHI) è un'associazione scientifica italiana che promuove la ricerca erpetologica di base ed applicata, la divulgazione delle conoscenze sull'erpetofauna e la protezione degli anfibi, dei rettili e dei loro habitat. Ha sede legale presso il Museo Regionale di Scienze Naturali di Torino ed è stata fondata nel 1993. La Società è editore della rivista in lingua inglese chiamata "Acta Herpetologica", con fattore di impatto, ospitante pubblicazioni scientifiche da parte di accademici di tutto il mondo.
La S.H.I. è al suo interno articolata in Commissioni tematiche, le principali sono denominate "Conservazione", "Atlante", "Tartarughe e Testuggini". Dal 1996 la S.H.I. organizza e svolge biennalmente un Congresso Nazionale il quale è momento di dibattito interno e confronto con la comunità erpetologica internazionale. La S.H.I. è anche una delle organizzazioni scientifiche accreditate presso l'ISPRA ai fini del monitoraggio e valorizzazione della biodiversità italiana. Dall'operato della S.H.I. si sono sviluppate le principali innovazioni ed azioni italiane del nuovo millennio in tema di tutela dell'erpetofauna, tra cui diverse normative adottate da Enti Locali.
La Società può contare su una rete autonoma di aree d'interesse erpetologico, diffusa su tutto il territorio italiano, con oltre cento siti per la raccolta di dati riguardanti le popolazioni autoctone e alloctone di rettili ed anfibi. La S.H.I. dal 2014 raccoglie dati sulla distribuzione di anfibi e rettili tramite il portale "ornitho.it".